# Roland Günther
Roland Günther (* 11. Dezember 1962 in Darmstadt) ist ein ehemaliger deutscher Radrennfahrer und Weltmeister.

## Karriere
Roland Günther, der als Amateur für die RSG Wiesbaden startete, gewann als Radrennfahrer u. a. 1982 die Vize-Weltmeisterschaft und 1983 die Weltmeisterschaft mit dem deutschen Bahnvierer sowie 1984 in Los Angeles eine Bronzemedaille in der Mannschaftsverfolgung. Ebenso etablierte sich Günther 1985 in der Einerverfolgung und gewann bei der Weltmeisterschaft in Bassano del Grappa die Bronzemedaille mit Turnierbestzeit hinter zwei Sowjet-Russen. 1985 gewann er das Eintagesrennen Rund um Frankfurt.
1987 wechselte Günther nach der Bahn-WM in Wien in das Profilager. Hier fuhr er zwei Jahre für amerikanische Teams mit einigen Siegen in Europa und Amerika. In den Winterhalbjahren spezialisierte er sich auf Sechstagerennen. Neben zahlreichen Podiumsplätzen krönte er seine beginnende Profikarriere bereits in der ersten Sechstage-Saison mit dem Gewinn der Europameisterschaft im Zweier-Mannschaftsfahren in Zürich zusammen mit seinem Partner Volker Diehl. 1989 wurde er Zweiter bei den Europameisterschaften im Steherrennen. 1992 wurde er zudem Deutscher Steher-Meister. 1993 beendete er seine aktive Karriere nach 60 Sechstagerennen mit zwei Siegen und vielen Podiumsplätzen.